# Audrey Hepburn

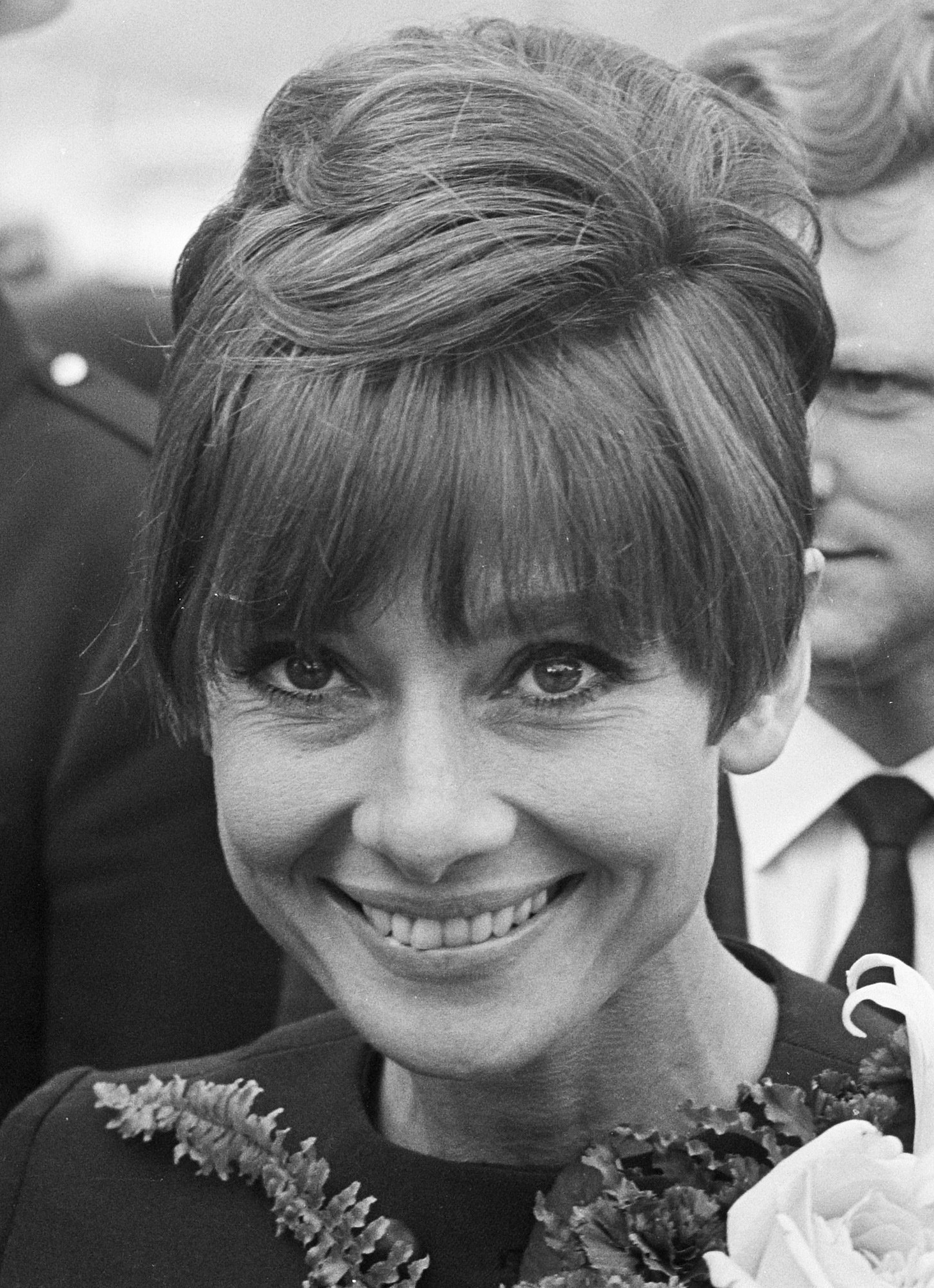
Audrey Hepburn (1966)

Audrey Hepburn (* 4. Mai 1929 als Audrey Kathleen Ruston in Ixelles/Elsene, Belgien; † 20. Januar 1993 in Tolochenaz, Schweiz) war eine Schauspielerin britisch-niederländischer Herkunft. Später wurde ihr Name zu Edda Kathleen van Heemstra Hepburn-Ruston geändert. Sie zählte zu den größten weiblichen Filmstars der 1950er und 1960er Jahre. Sie wurde unter anderem mit je einem Oscar und einem Emmy sowie zwei Tony Awards und einem Grammy ausgezeichnet. Damit zählt sie zu den wenigen Künstlern, die alle vier großen Preise gewonnen haben. Bei einer Umfrage des American Film Institute aus dem Jahr 1999 wurde sie auf Platz drei der größten weiblichen Filmstars gewählt.
In ihren späteren Jahren widmete sie sich der Arbeit als Sonderbotschafterin für UNICEF.

## Leben und Werk

### 1929–1952

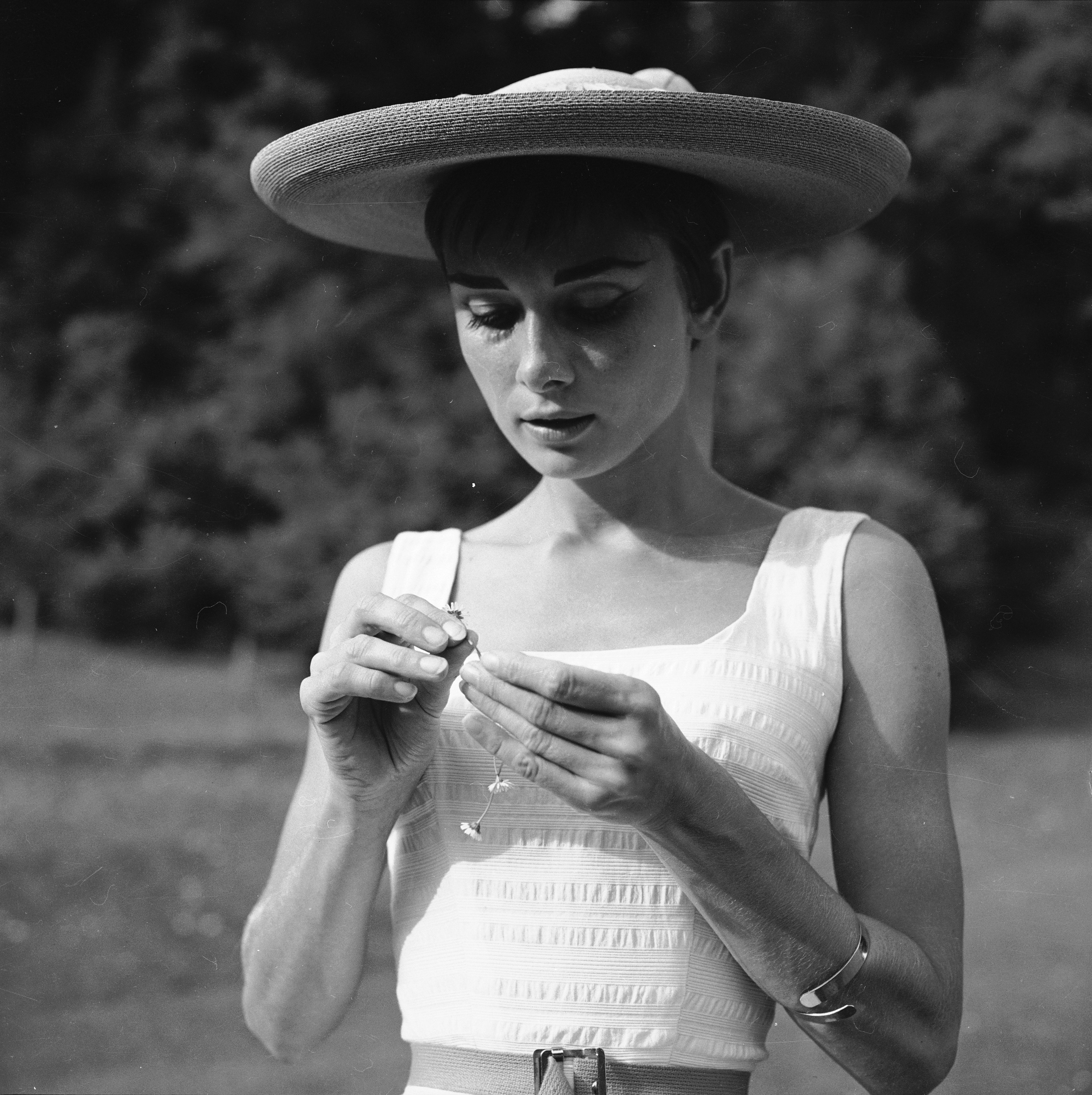
Audrey Hepburn während eines Aufenthalts auf dem Bürgenstock in der Schweiz, Foto: Hans Gerber, 1954, Comet Photo, Bildarchiv ETH-Bibliothek Zürich

Hepburn kam 1929 als Tochter des Briten Joseph Victor Anthony Ruston (1889–1980) und seiner niederländischen Frau Ella Baroness van Heemstra (1900–1984), Tochter des niederländischen Juristen, Politikers und Kolonialbeamten Aarnoud van Heemstra, in Belgien zur Welt und erhielt nach dem Abstammungsprinzip die britische Staatsbürgerschaft. Der Familienname wurde später in Hepburn-Ruston geändert, nachdem ihr Vater den Namen Hepburn auf einigen Urkunden seiner Vorfahren entdeckt hatte. Audrey Hepburn hatte zwei Halbbrüder, Jonkheer Arnoud Robert Alexander Quarles van Ufford (1920–1979) und Jonkheer Ian Edgar Bruce Quarles van Ufford (1924–2010), aus der ersten Ehe ihrer Mutter mit dem niederländischen Adeligen Jonkheer Hendrik Gustaaf Adolf Quarles van Ufford. Über die großmütterliche Familie der Mutterseite stammte sie in direkter Linie vom niederländischen Politiker Gijsbert Karel van Hogendorp ab. Hepburns Vater Joseph Victor Anthony Ruston war Enkel des Maschinenbauers und Schifffahrtsunternehmers Joseph John Ruston, der in Österreich gelebt hat.
Im Alter von sechs Wochen erkrankte Hepburn so schwer an Keuchhusten, dass ihre Atmung aussetzte und sie wiederbelebt werden musste. In Bezug auf dieses Ereignis sagte sie später: „Wenn ich eine Biografie schreiben würde, würde ich so anfangen: Ich wurde in Brüssel, Belgien, am 4. Mai 1929 geboren […] und starb sechs Wochen später.“ Ihr Vater verließ die Familie, als Audrey sechs Jahre alt war und ihre Mutter ihn mit dem Kindermädchen erwischt hatte. Audrey verlor jeglichen Kontakt zu ihm, erst über zwei Jahrzehnte später kam es mit Unterstützung des Roten Kreuzes zu einem Wiedersehen. Trotz des emotional distanzierten Verhältnisses unterstützte Hepburn ihren Vater fortan finanziell bis zu seinem Tod.
Von 1935 bis 1938 besuchte sie eine Mädchenschule in der englischen Grafschaft Kent. Als der Zweite Weltkrieg begann, zog die Familie zum Großvater nach Arnheim in den Niederlanden, wo sie ab Mai 1940 die deutsche Besetzung miterlebte. Um die britischen Wurzeln ihrer Tochter zu verschleiern, änderte ihre Mutter während dieser Zeit den Namen Audrey zu Edda. Sie legte auch den Nachnamen des Vaters ab und nannte sich in dieser Zeit Edda van Heemstra.
In dieser Zeit nahm Hepburn Ballettunterricht am Arnheimer Konservatorium. Während des Vormarsches der Alliierten im Winter 1944/1945 erlebte sie den Hongerwinter. „Ich war während des Krieges […] in Holland und die Nahrungsmittel gingen aus. Der letzte Winter war am schlimmsten. Das Essen war knapp und alles, was es gab, bekamen die Soldaten. Es besteht natürlich ein großer Unterschied zwischen Hungertod und Unterernährung, aber ich war sehr, sehr unterernährt“, erinnerte sie sich an diese Zeit.
Nach dem Krieg zog die Familie vorübergehend nach Amsterdam. Dort stand Hepburn 1948 für den Werbefilm Nederlands in 7 Lessen des Dokumentarfilmers Charles Huguenot van der Linden erstmals vor einer Filmkamera. Bald darauf ging sie nach England zurück, wo sie bei Marie Rambert eine Ausbildung absolvierte, um Ballerina zu werden. Hepburn musste jedoch bald feststellen, dass sich ihr Traum von einer Tanzkarriere nicht erfüllen würde; die Mangelernährung während des Krieges hatte ihr Muskelwachstum beeinträchtigt, und so sehr sie sich auch bemühte, konnte sie mit den anderen Tänzerinnen nicht mithalten.
Um Geld zu verdienen, arbeitete sie zunächst als Model und spielte in einigen Musicals im Londoner West End, gefolgt von kleineren Rollen in britischen Filmen wie One Wild Oat und Das Glück kam über Nacht (beide 1951). In One Wild Oat war auch Roger Moore zu sehen, mit dem sie aber keine gemeinsame Szene hatte. Später brachte sie den befreundeten Moore zu seinem langjährigen Engagement für UNICEF. 2009 äußerte er gegenüber dem Daily Express, er sei sehr dankbar, dass sie sein Leben verändert habe.
Bei den Dreharbeiten zu Musik in Monte Carlo (1951) lebte Hepburn zufällig im selben Hotel an der französischen Riviera wie die Schriftstellerin Colette, die für die Broadway-Inszenierung ihres Stücks Gigi (1944) eine Hauptdarstellerin suchte. Als Colette die junge Schauspielerin erblickte, rief sie: „Ich habe Gigi gefunden!“ So reiste Hepburn nach New York, wo sie von November 1951 bis Mai 1952 am Fulton Theatre die Gigi tanzte. Für ihre Darbietung erhielt sie den Theatre World Award und Hollywood wurde auf sie aufmerksam.

### 1953–1968
Für die Hauptrolle der romantischen Komödie Ein Herz und eine Krone (1953) waren Stars wie Elizabeth Taylor oder Jean Simmons im Gespräch. Stattdessen erhielt die völlig unbekannte Audrey Hepburn die Rolle der Prinzessin Ann, die sich in Rom in einen Reporter (Gregory Peck) verliebt. Ein Herz und eine Krone entwickelte sich zu einem Kassenschlager und machte die 24-Jährige über Nacht zum Star. Für ihre erste Hauptrolle erhielt Hepburn am 26. März 1954 außerdem den Oscar als beste Hauptdarstellerin.
Im Hollywood der 1950er Jahre galt die „grazile Elfe“ Hepburn als Kontrapunkt zum üppigen Schönheitsideal, das von Darstellerinnen wie Marilyn Monroe oder Sophia Loren verkörpert wurde. Billy Wilder sagte über sie: „Diese Frau schafft es noch, den Busen aus der Mode zu bringen.“
Hepburn war beim Kinopublikum sehr beliebt und hat bis in die Gegenwart Einfluss auf die Mode; sie gilt als zeitlose Stilikone. Weite, wippende Röcke, das Kleine Schwarze, etwas zu große Sonnenbrillen, Tücher, knöchellange 7/8-Hosen und flache Ballerinas waren ihre Markenzeichen, und ihr Stil wurde bald weltweit kopiert.
1953 lernte Hepburn während der Dreharbeiten zu Sabrina den französischen Modedesigner Hubert de Givenchy kennen. Man hatte ihn zuvor gefragt, ob er sich vorstellen könne, die Garderobe für „Miss Hepburns“ nächsten Film zu entwerfen, und Givenchy zeigte sich begeistert, da er ein großer Bewunderer von Katharine Hepburn war. Als dann Audrey vor seinem Atelier stand, war er ernüchtert: „Ich hatte mir dieses Gesicht, dieses Haar vorgestellt, Katharine Hepburn in ihren Hosenanzügen […] Nun ja, es war eine Enttäuschung.“ Dennoch entwickelte sich zwischen Givenchy und Audrey Hepburn eine innige Freundschaft: Fortan kreierte er ihre ganze Garderobe, und sie wurde seine Muse und sein bevorzugtes Model.
Audrey Hepburn, die bereits mit ihrem ersten Film zum Star avanciert war, zählte bis in die späten 1960er Jahre zu den führenden Filmschauspielerinnen. Nahezu jeder ihrer Filme wurde zu einem wirtschaftlichen Erfolg, viele gelten als Klassiker der Filmgeschichte. Sie arbeitete mit den führenden männlichen Stars ihrer Zeit zusammen, darunter Fred Astaire, Humphrey Bogart, Sean Connery, Gary Cooper, Albert Finney, Henry Fonda, Cary Grant, Rex Harrison, William Holden, Burt Lancaster, Peter O’Toole und Gregory Peck, und wurde von bekannten Regisseuren wie George Cukor, Stanley Donen, Blake Edwards, John Huston, Richard Lester, King Vidor, Billy Wilder, William Wyler und Fred Zinnemann verpflichtet. Ein gemeinsames Projekt mit Alfred Hitchcock zerschlug sich in den späten 1950er Jahren, weil das Drehbuch eine Vergewaltigungsszene enthielt, die Hepburn nicht spielen wollte.
Für Sabrina (1954) erhielt sie eine Nominierung für den Oscar als beste Hauptdarstellerin. 1954 trat sie in dem Stück Ondine an der Seite von Mel Ferrer am Broadway auf und erhielt für ihre Darstellung den Tony Award als beste Hauptdarstellerin. Bei den Theaterproben hatten sich Hepburn und Ferrer ineinander verliebt; sie heirateten nur wenige Monate später im September 1954. 1956 spielte das Paar zusammen in dem Monumentalfilm Krieg und Frieden.

Hochzeit von Audrey Hepburn mit Mel Ferrer 1954 in der Kapelle auf dem Bürgenstock

In ihrem nächsten Film, Ein süßer Fratz (1957), konnte Hepburn an der Seite ihres Filmpartners Fred Astaire ihrer großen Leidenschaft nachgehen, dem Tanzen. Einige Szenen wurden auf einer Wiese am Rande von Paris gedreht. Nachdem es tagelang geregnet hatte und der Boden immer matschiger geworden war, gestalteten sich die Dreharbeiten schwierig. Hepburn seufzte: „20 Jahre habe ich darauf gewartet, mit Fred Astaire zu tanzen, und was kriege ich jetzt? Sumpf!“ Mit Gary Cooper drehte sie unter der Regie von Billy Wilder Ariane – Liebe am Nachmittag (1957) und spielte die Hauptrolle in Geschichte einer Nonne (1959), wofür sie abermals eine Oscar-Nominierung sowie den David di Donatello und einen BAFTA-Award erhielt.
Audrey Hepburn war 1959 bei den Dreharbeiten zum Western Denen man nicht vergibt (1960) schwanger und stürzte so schwer von einem Pferd, dass sie sich einen Rückenwirbel brach und kurz darauf ihr Ungeborenes verlor. Es war eine von insgesamt drei Fehlgeburten, die das private Glück der Schauspielerin lange Zeit überschatteten. Am 17. Juli 1960 wurde Hepburn schließlich Mutter von Sean. Die Familie lebte die meiste Zeit in der Schweiz, für die Dreharbeiten zu Frühstück bei Tiffany (1961) zog sie jedoch kurzzeitig in die Vereinigten Staaten. In ihrer wohl berühmtesten Rolle verkörperte sie die lebenshungrige Holly Golightly und erhielt für ihre Darstellung ihre vierte Oscar-Nominierung. Henry Mancini, der die Filmmusik komponierte, sagte über die Hauptdarstellerin: „Moon River wurde für sie geschrieben. Niemand sonst hat es je so gut verstanden. Es gibt mehr als tausend Versionen davon, aber ihre ist zweifellos die beste.“ Ab 1963 lebte Hepburn in Tolochenaz.
Mit Cary Grant und Walter Matthau drehte Hepburn Charade (1963) und im Anschluss daran My Fair Lady (1964). Da sie über keine ausgebildete Singstimme verfügte, wurde sie in der Musicalverfilmung als Sängerin großteils von Marni Nixon synchronisiert.
1967 spielte Hepburn in Warte, bis es dunkel ist die Rolle einer Blinden, für die sie eine weitere Oscar-Nominierung erhielt. Mel Ferrer produzierte den Film. Es war die letzte Zusammenarbeit des Paares, das sich 1968 nach 14 Ehejahren scheiden ließ.

### 1969–1993

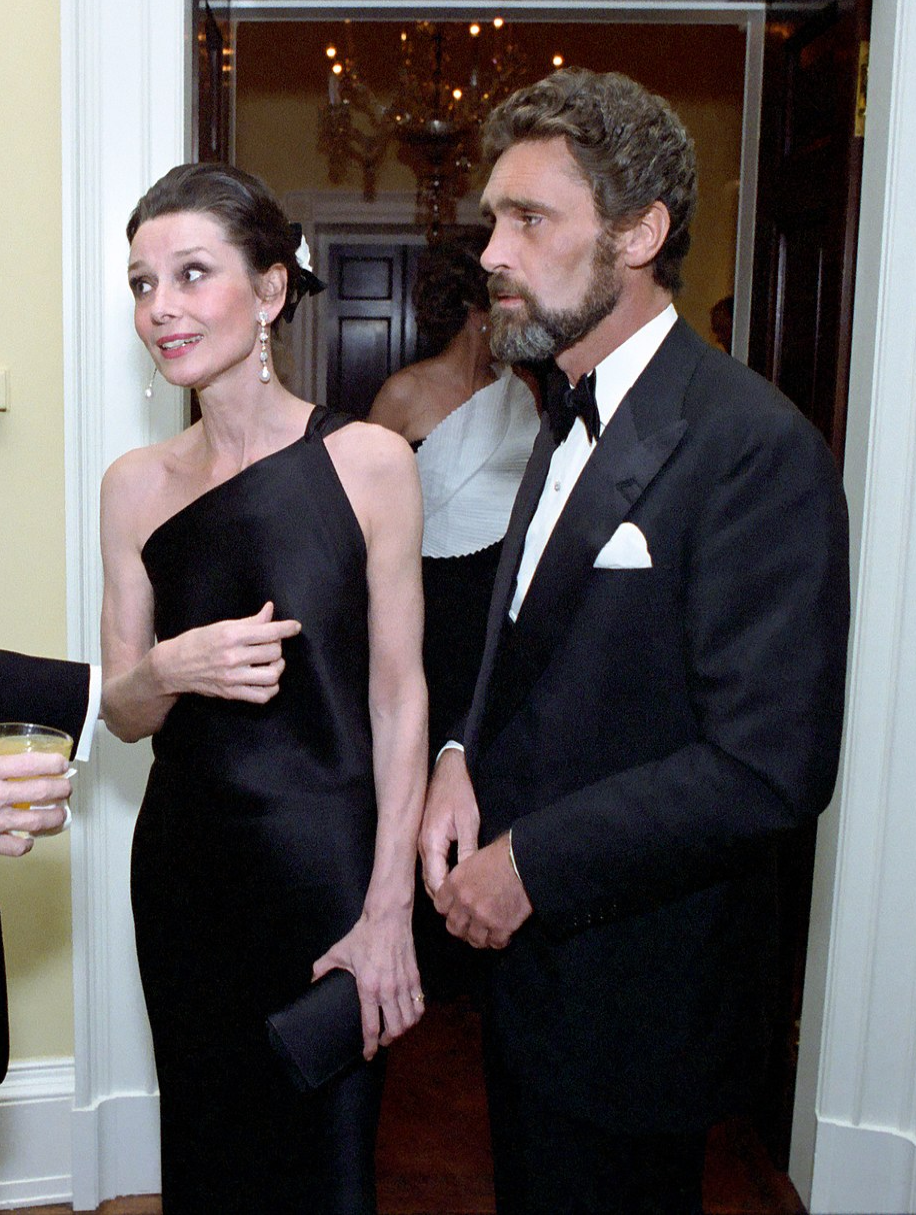
Audrey Hepburn und Robert Wolders bei einem privaten Abendessen für den Prinzen von Wales im Weißen Haus, 1981

Von 1969 bis 1980 war Hepburn mit dem italienischen Psychiater Andrea Dotti verheiratet, mit dem sie einen weiteren Sohn (Luca Dotti, * 1970) hatte.
Ende der 1960er Jahre zog sich Audrey Hepburn von der Leinwand zurück. Sie trat bis zu ihrem Tod nur noch in fünf Filmen auf und widmete sich überwiegend humanitären Projekten und ihrer Familie. Ihre letzte Rolle war die eines Engels in dem Film Always (1989) von Steven Spielberg.

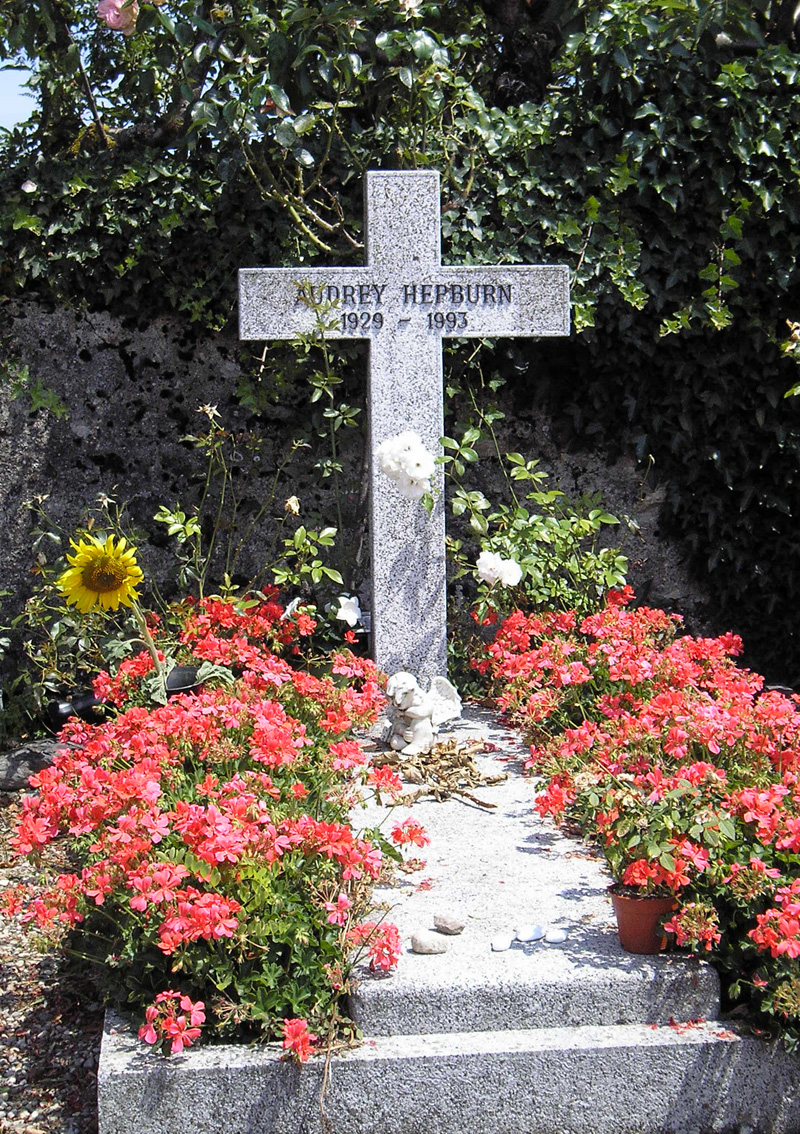
Grab von Audrey Hepburn in Tolochenaz (Schweiz)

1988 wurde sie von der UNICEF zur Sonderbotschafterin ernannt. Zusammen mit ihrem Lebenspartner Robert Wolders und dem Fotografen John Isaac bereiste sie bis kurz vor ihrem Tod zahlreiche Länder, um Projekte von UNICEF zu unterstützen, unter anderem Äthiopien, den Sudan, Somalia, El Salvador, Honduras, Mexiko, Venezuela, Ecuador, Bangladesch, Vietnam und Thailand. Nach ihren Reisen sammelte sie in Europa und den Vereinigten Staaten Spenden auf Wohltätigkeitsveranstaltungen, bei denen sie diese Projekte vorstellte.
1992 fiel ihr die Arbeit für UNICEF immer schwerer. Am 1. November 1992 diagnostizierten die Ärzte bei ihr ein Gallertkarzinom im fortgeschrittenen Stadium. Sie wurde operiert und unterzog sich einer Chemotherapie. Audrey Hepburn starb am 20. Januar 1993 im Alter von 63 Jahren in ihrem Haus in Tolochenaz (Kanton Waadt) am Genfersee und wurde auf dem örtlichen Friedhof beigesetzt. Bei der Oscar-Verleihung 1993 wurde sie posthum mit dem Jean Hersholt Humanitarian Award, dem Ehrenoscar für besondere humanitäre Verdienste, ausgezeichnet.

## Verschiedenes

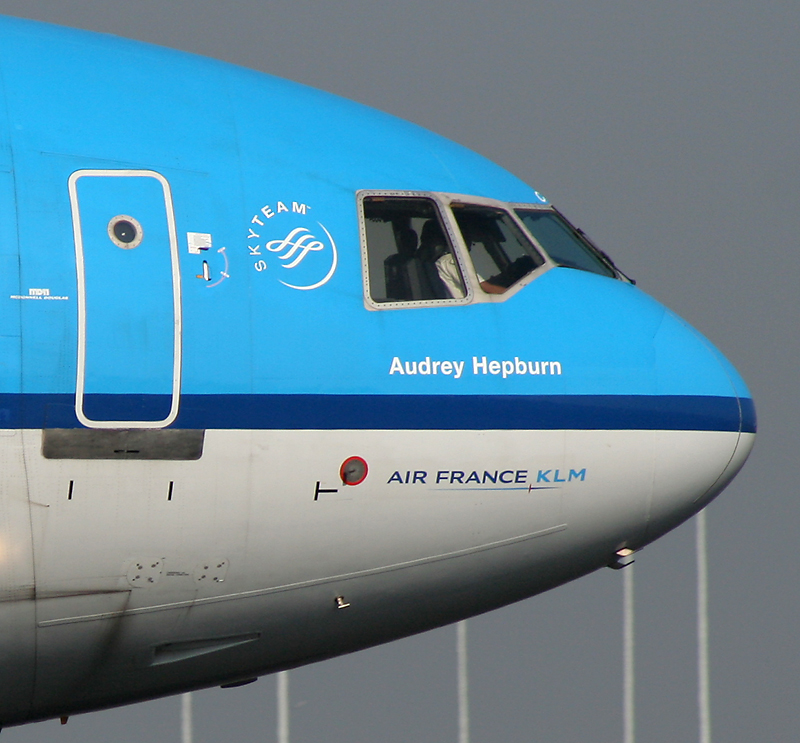
MD-11 Audrey Hepburn

- Mit der Schauspielerin Katharine Hepburn (1907–2003) war Audrey Hepburn weder verwandt noch verschwägert.
- Sie war zeitlebens eine starke Raucherin, die oft 60 Zigaretten am Tag rauchte.[27][28]
- Ihre Mutter (Ella Baroness van Heemstra) beschloss nach dem Krieg angesichts der Gräuel des Nationalsozialismus, in die auch Mitglieder ihrer Familie in den Niederlanden verwickelt waren, sämtliche Adelstitel abzulegen und auf Ansprüche wie Erbfolge und anderes zu verzichten.
- Ein Flugzeug der KLM Royal Dutch Airlines trug ihren Namen: 1994 in Dienst gestellt, landete die Audrey Hepburn nach einem Flug aus Montreal am 26. Oktober 2014 zum letzten Mal in Amsterdam. Sie war die weltweit letzte  McDonnell Douglas MD-11, die auf einem Linienflug als Passagiermaschine eingesetzt wurde.[29]
- Die Wohlfahrtsmarke Audrey Hepburn der Deutschen Post von 2001 kam nie zur Ausgabe, es existieren nur noch ganz wenige Exemplare. Sie gilt als wertvollste moderne Briefmarke der Welt.[30]
- 1999 wurde ihr Leben unter dem Titel The Audrey Hepburn Story für einen US-amerikanischen Fernsehsender verfilmt. Die Hauptrolle übernahm Jennifer Love Hewitt, die den Film auch koproduzierte.
- Von den Lesern des indischen Lifestyle-Magazins New Women wurde Audrey Hepburn im April 2006 zur schönsten Frau aller Zeiten gewählt.[31]

## Filmografie

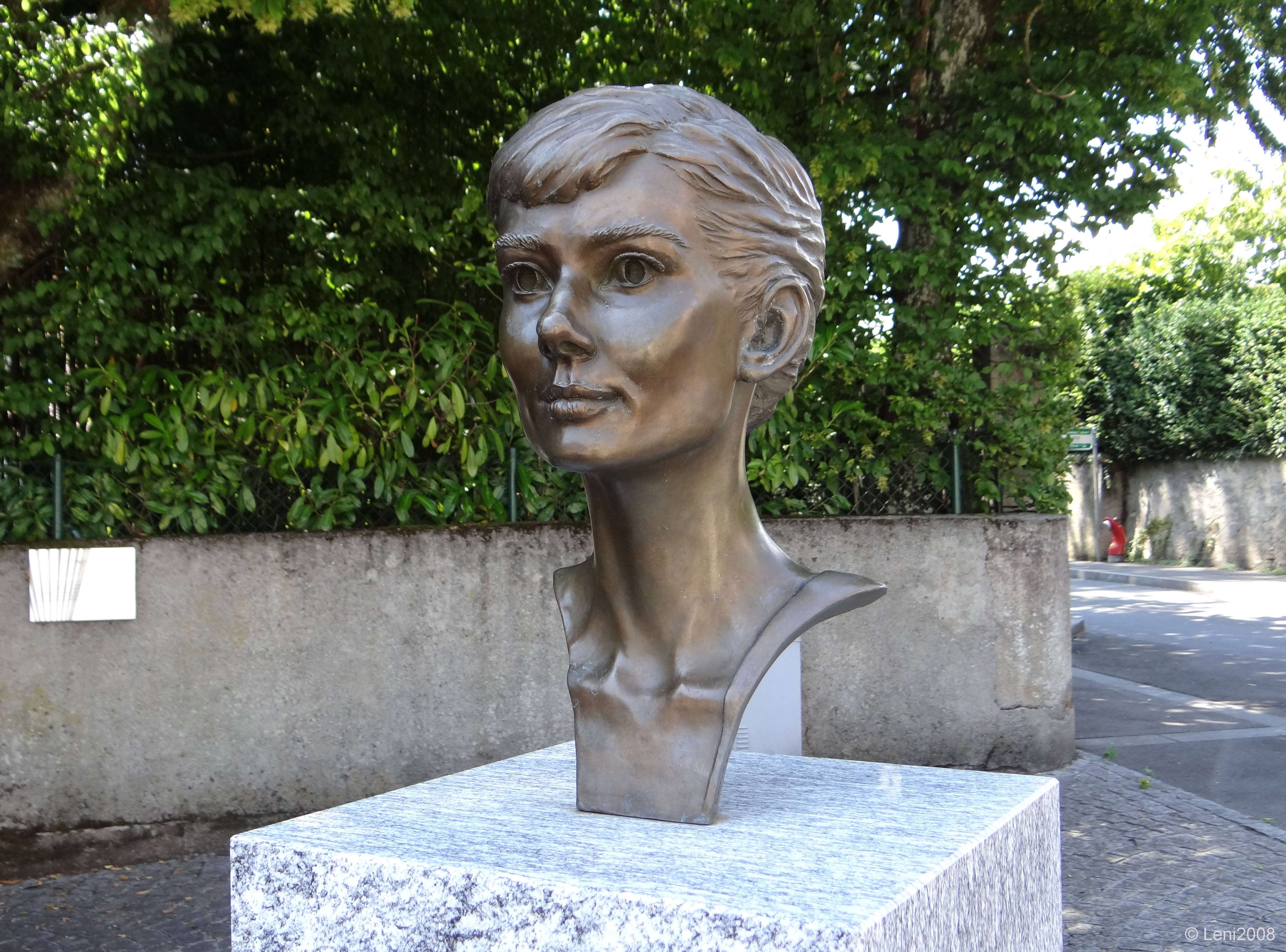
Denkmal zu Ehren von Audrey Hepburn an ihrem letzten Wohnort Tolochenaz

- 1948: Nederlands in 7 Lessen – Regie: Charles Huguenot van der Linden und Heinz Josephson
- 1951: One Wild Oat
- 1951: Mit Küchenbenutzung (Young Wives’ Tale) – Regie: Henry Cass
- 1951: Wer zuletzt lacht (Laughter in Paradise) – Regie: Mario Zampi
- 1951: Das Glück kam über Nacht (The Lavender Hill Mob)
- 1951: Musik in Monte Carlo (Nous irons à Monte Carlo) – Regie: Jean Boyer
- 1952: Die Verblendeten (Secret People) – Regie: Thorold Dickinson
- 1953: Monte Carlo (Monte Carlo Baby) – Regie: Jean Boyer und Lester Fuller[32]
- 1953: Ein Herz und eine Krone (Roman Holiday)
- 1954: Sabrina
- 1956: Krieg und Frieden (War and Peace)
- 1957: Ein süßer Fratz (Funny Face)
- 1957: Ariane – Liebe am Nachmittag (Love in the Afternoon)
- 1957: Mayerling[33] – Regie: Anatole Litvak
- 1959: Geschichte einer Nonne (The Nun’s Story)
- 1959: Tropenglut (Green Mansions) – Regie: Mel Ferrer
- 1960: Denen man nicht vergibt (The Unforgiven)
- 1961: Frühstück bei Tiffany (Breakfast at Tiffany’s)
- 1961: Infam (The Children’s Hour)
- 1963: Charade
- 1964: Zusammen in Paris (Paris When It Sizzles) – Regie: Richard Quine
- 1964: My Fair Lady
- 1966: Wie klaut man eine Million? (How to Steal a Million)
- 1967: Zwei auf gleichem Weg (Two for the Road)
- 1967: Warte, bis es dunkel ist (Wait Until Dark)
- 1976: Robin und Marian (Robin and Marian)
- 1979: Blutspur (Bloodline)
- 1981: Sie haben alle gelacht (They All Laughed) – Regie: Peter Bogdanovich
- 1987: Flashpoint Mexico (Love Among Thieves)
- 1989: Always – Der Feuerengel von Montana (Always)

## Auszeichnungen

### Gewonnene Preise
- 1953: New York Film Critics Circle Award für Ein Herz und eine Krone (Kategorie: Beste Hauptdarstellerin)
- 1954: Golden Globe Award für Ein Herz und eine Krone (Beste Hauptdarstellerin – Drama)
- 1954: Oscar für Ein Herz und eine Krone (Beste Hauptdarstellerin)
- 1954: British Film Academy Award für Ein Herz und eine Krone (Beste britische Darstellerin)
- 1954: Tony Award für Ondine (Beste Hauptdarstellerin in einem Theaterstück)
- 1955: Golden Globe Award als weltweit beliebteste Kinoschauspielerin
- 1958: Laurel Award für Ariane – Liebe am Nachmittag (Beste Hauptdarstellerin – Komödie)
- 1959: Darstellerpreis des Festival Internacional de Cine de Donostia-San Sebastián für Geschichte einer Nonne (Zulueta-Preis)
- 1959: New York Film Critics Circle Award für Geschichte einer Nonne (Beste Hauptdarstellerin)
- 1960: David di Donatello für Geschichte einer Nonne (Beste ausländische Darstellerin)
- 1960: British Film Academy Award für Geschichte einer Nonne (Beste britische Darstellerin)
- 1962: David di Donatello für Frühstück bei Tiffany (Beste ausländische Darstellerin)
- 1965: British Film Academy Award für Charade (Beste britische Darstellerin)
- 1965: David di Donatello für My Fair Lady (Beste ausländische Darstellerin)
- 1990: Cecil B. deMille Award für ihr Lebenswerk
- 1991: Gala Tribute der Film Society of Lincoln Center
- 1991: Ehren-Bambi
- 1992: Freiheitsmedaille („The Presidential Medal of Freedom“) – höchste zivile Auszeichnung der Vereinigten Staaten
- 1993: Preis der US-amerikanischen Screen Actors Guild für ihr Lebenswerk
- 1993: Jean Hersholt Humanitarian Award der Academy of Motion Picture Arts and Sciences (posthum)
- 1993: Emmy für Gardens of the World with Audrey Hepburn (Folge: Flower Gardens) (posthum)
- 1993: Grammy Award für Audrey Hepburn's Enchanted Tales (Bestes Kinderhörbuch) (posthum)
- 1996: Women in Film Crystal Award (posthum)
- 1999: Namensgeberin für den Asteroiden (4238) Audrey[34]

### Nominierungen (Auswahl)
- 1955: Oscar als beste Hauptdarstellerin für Sabrina
- 1955: British Film Academy Award als beste britische Darstellerin für Sabrina
- 1957: Golden Globe als beste Hauptdarstellerin (Drama) für Krieg und Frieden
- 1957: British Film Academy Award als beste britische Darstellerin für Krieg und Frieden
- 1958: (Golden Globe als beste Hauptdarstellerin – Musical/Komödie) für Ariane – Liebe am Nachmittag
- 1960: Golden Globe als beste Hauptdarstellerin (Drama) für Geschichte einer Nonne
- 1960: Oscar als beste Hauptdarstellerin für Geschichte einer Nonne
- 1962: Golden Globe als beste Hauptdarstellerin (Musical/Komödie) für Frühstück bei Tiffany
- 1962: Oscar als beste Hauptdarstellerin für Frühstück bei Tiffany
- 1964: Golden Globe als beste Hauptdarstellerin (Musical/Komödie) für Charade
- 1965: Golden Globe als beste Hauptdarstellerin (Musical/Komödie) für My Fair Lady
- 1968: Golden Globe als beste Hauptdarstellerin (Drama und Musical/Komödie) für Warte, bis es dunkel ist und Zwei auf gleichem Weg
- 1968: Oscar als beste Hauptdarstellerin für Warte, bis es dunkel ist

## Filmdokumentationen
- Audrey Hepburn Remembered. TV-Dokumentation von Gene Feldman und Suzette Winter. USA 1993, 62 Min.
- Audrey Hepburn – Ein Star auf der Suche nach sich selbst. TV-Dokumentation von Gero von Boehm. Deutschland 2004, ZDF, 52 Minuten
- Legenden: Audrey Hepburn. ARD, 1. August 2006, 21:45 h (45 Min. über einen außergewöhnlichen Charakter mit dem Titel der „schönsten Frau aller Zeiten“)
- Audrey Hepburn – Königin der Eleganz. TV-Dokumentation von Emmanuelle Franc. Frankreich 2016, ARTE France, 54 Min.
- Audrey. Filmdokumentation, Vereinigte Staaten 2020, inszeniert von Helena Coan, 100. Min